# Take Off Vol.1
Take Off vol.1 è un album dell'artista reggae italiano Brusco, pubblicato nel 2010. L'album contiene 6 tracce completamente cantate in lingua inglese.

## Tracce
1. Just Another Day
2. Land Pon Me
3. Pon Di Bada
4. Mi Stay
5. Nuh Care feat I-Octane
6. Smoke A Lot